# Lorenzo Galíndez de Carvajal
Lorenzo Galíndez de Carvajal (Plasència 1472 - † id. 1525), fou un jurista i cronista castellà.

## Biografia
Catedràtic de lleis a Salamanca. L'any 1502 va ser nomenat conseller de la corona, càrrec que va ocupar amb els Reis Catòlics, Joana I i Carles I. Va escriure obres jurídiques en recopilar tant lleis i com pragmàtiques reals, i històriques com la Crònica d'Enric IV.
La reina Isabel la Catòlica va demanar al seu marit Ferran la confecció d'un cos legal únic, encàrrec que es va donar a Galindez de Carvajal; aquesta recopilació, però, s'ha perdut.
El 1520 va ser contactat per Martín Cortés, pare d'Hernán Cortés, i pels procuradors de la Villa Rica de la Vera Cruz Alonso Hernández Portocarrero i Francisco de Montejo. Aquesta petita comitiva va sol·licitar ajuda al conseller per advocar pels interessos d'Hernán Cortés en la contesa contra Diego Velázquez de Cuéllar per obtenir el dret a governar els territoris recentment conquerits del que seria la Nova Espanya; Galíndez va decidir ajudar-los aconseguint l'entrevista amb Carles I, i donant-los suport davant el Consell de Castella, comitè que va ser precedent del Consell d'Índies.

## Matrimoni i descendència
Va contreure matrimoni a Salamanca amb Beatriz Dávila i Ontiveros, amb la qual va tenir a:
- Frey Antonio de Carvajal, Comendador de l'Orde d'Alcántara.
- Isabel de Carvajal i Dávila, casada amb Francisco Fernández de Còrdova, VII Senyor de Guadalcázar. Els seus descendents obtingueren el Marquesat de Guadalcázar.
- Diego de Carvajal i Dávila, I Senyor del Port, casat amb Beatriz de Vargas i Sotomayor. Els seus descendents obtingueren el Condado del Puerto.